# 26666 Justinto
26666 Justinto este un asteroid din centura principală de asteroizi.

## Descriere
26666 Justinto este un asteroid din centura principală de asteroizi. A fost descoperit pe 30 decembrie 2000 la Socorro, New Mexico, în cadrul proiectului LINEAR. Asteroidul prezintă o orbită caracterizată de o semiaxă mare de 2,27 ua, o excentricitate de 0,15 și o înclinație de 4,0° în raport cu ecliptica.